# Carmina (película)
Carmina es una miniserie española de dos capítulos, que adapta a la ficción la vida de Carmen "Carmina" Ordóñez. Está dirigida por Miguel Albaladejo y protagonizada por Patricia Vico, Carla Díaz y Ana Caldas.

## Sinopsis
La miniserie relata la vida de Carmina Ordóñez (Patricia Vico, Carla Díaz y Ana Caldas), desde la niñez hasta su muerte. Carmina, a los 16 años, se casó con Paquirri (Ángel Caballero), que terminaron con dos hijos y divorciados. Carmina, tiempo después divorciarse se casa con Julián Contreras (Miquel Fernández), con el que también tiene un hijo. Después se separó de él y se casó con Ernesto Neyra (Mauricio Bautista), se divorciaron y declaró que había sufrido maltrato por él. Más tarde Carmina empezó a tener adicciones a distintas drogas, y ahí empiezan sus graves problemas. 

## Reparto
| Intérprete           | Personaje              |
| -------------------- | ---------------------- |
| Patricia Vico        | Carmina Ordóñez adulta |
| Miquel Fernández     | Julián Contreras       |
| Adrián Lamana        | Julián                 |
| Santiago Meléndez    | Antonio Ordóñez        |
| Miguel Diosdado      | Francisco Rivera       |
| Beatriz Argüello     | Belén Ordóñez adulta   |
| Juanma Lara          | Adolfo de Velasco      |
| Petra Martínez       | Elena Linza            |
| Marta Fernández Muro | Periodista             |
| Yohana Cobo          | Lolita Flores joven    |
| Ana Caldas           | Carmina Ordóñez joven  |
| Mauricio Bautista    | Ernesto Neyra          |
| Cristina de Inza     | Carmen Dominguín       |
| Daniel Albaladejo    |                        |
| Iván Hermés          | Antonio Arribas        |
| Raquel Infante       |                        |
| Belinda Washington   | Pilar Lezcano          |
| Claudia Traisac      | Belén Ordóñez joven    |
| Carla Díaz           | Carmina Ordóñez niña   |
| Beatriz Requena      |                        |
| José Ángel Trigo     | Cayetano Rivera        |
| Noelia Muñoz         | Lolita Flores adulta   |
| Ángel Caballero      | Paquirri               |
| Guadalupe Lancho     |                        |
| Miguel de Miguel     | Amigo de Carmina       |
| Óscar Casas          | Fran Rivera niño       |
| Geli Albaladejo      |                        |
| Lida Cardona         |                        |
| Lucía Hoyos          | Blanca                 |
| Israel Frías         |                        |
| Arturo García        |                        |
| Fran Cantos          |                        |
| Nando González       |                        |
| Juanjo Martínez      |                        |
| José Troncoso        | El Pay                 |
| Paula del Estal      |                        |
| Vanessa Amaya        |                        |
| Merchi Garbu         |                        |
| Orencio Ortega       |                        |
| Nani Jiménez         |                        |
| Tomasito             |                        |
| Adryen Mehdi         |                        |
| Javier Delgado Tocho |                        |
| Daniel Morilla       |                        |
| Chipirón de Cádiz    |                        |

| Fecha      | Título                        | Espectadores | Share |
| ---------- | ----------------------------- | ------------ | ----- |
| 18/04/2012 | La noche de Carmina: 1ª parte | 3.063.000    | 16,2% |
| 25/04/2012 | La noche de Carmina: 2ª parte | 2.512.000    | 17,9% |